# Jean-Daniel Chapuis
Jean-Daniel Chapuis (* 14. Oktober 1921 in Ollon; † 12. Juni 1988 in Lausanne) war ein Schweizer evangelischer Geistlicher.

## Leben

### Familie
Jean-Daniel Chapuis war der Sohn von Paul Chapuis, Pfarrer und Professor für angewandte Theologie an der Universität Lausanne und dessen Ehefrau Marie-Louise (geb. Greyloz). Sein Grossvater war der Theologe Paul Chapuis.
Er war verheiratet mit Suzanne (geb. Gottreux).

### Werdegang
Jean-Daniel Chapuis immatrikulierte sich an der Universität Lausanne zu einem Theologiestudium.
1949 wurde er ordiniert und war danach bis 1950 Pfarrer im belgischen Verviers.
Von 1950 bis 1955 war er Pfarrer im heimischen Ollon und bis 1965 in Sainte-Croix sowie von 1965 bis 1974 in Grandvaux und Saint-Saphorin.
Ab 1974 war er ständiges Mitglied des Synodalrates der evangelisch-reformierten Kirche des Kanton Waadt und von 1974 bis 1978 sowie von 1982 bis 1986 deren Präsident.

## Schriften (Auswahl)
- Evelyne Roulet; Jean-Daniel Chapuis: Ta vie de femme au cœur de mes entrailles: notes prises durant une semaine en brousse béninoise. Lausanne: Editions du Soc; Le Mont-sur-Lausanne: Editions Ouverture, 1986.